# كوركياسآري
كوركياسآري (بالفنلندية: Korkeasaari؛ بالسويدية: Högholmen) جزيرة في العاصمة الفنلندية هلسنكي. حيث تقع عليها أكبر حديقة حيوان في البلاد.
تقع حديقة الحيوان على الجزيرة الصخرية ذات 22 هكتاراً. يصلها بالبر الرئيسي جسر إلى جزيرة موستيكاما، حيث يوجد مدخل إلى حديقة الحيوان على مدار السنة. تأخذ عبـّارة وحافلات مائية الزوار إلى الجزيرة في الصيف من ساحة كاوباتوري وحي هكانييمي.
كوركياسآري إحدى أكثر الأماكن شعبية التي يرتادها الزوار في هلسنكي. تـُقسـّم الحيوانات المعروضة جغرافياً إلى: أمازونيا، وأفريكاسيا وبورياليا. يبلغ عدد عدد الأنواع الحيوانية حوالي 200، والأنواع النباتية حوالي ألف.